# Aspilatopsis simonsi
Aspilatopsis simonsi là một loài bướm đêm trong họ Geometridae.